# Cyrtojana trilineata
Cyrtojana trilineata är en fjärilsart som beskrevs av Aurivillius 1911. Cyrtojana trilineata ingår i släktet Cyrtojana och familjen Eupterotidae. Inga underarter finns listade i Catalogue of Life.